# Orlando City sub-23
El Orlando City II fue un equipo de fútbol de los Estados Unidos que jugó en la USL Premier Development League, la cuarta liga de fútbol más importante del país.

## Historia
Fue fundado en el año 1998 en la ciudad de Lake Mary, Florida con el nombre Central Florida Lionhearts, y han cambiado de nombre varias veces, las cuales han sido:
- Central Florida Lionhearts (1998-99)
- Central Florida Kraze (1999-2011)
- Orlando City II (2011-2016)

El 30 de noviembre del 2011, el Orlando City SC anunció la compra del Kraze y le puso su nombre actual, así como al Florida Soccer Alliance debido a que el Orlando City SC decidió implementar un sistema de equipos filiales como los clubes europeos.

## Palmarés
- USL Premier Development League: 1

2004
- USL PDL Southern Conference: 2

2004, 2012
- USL PDL Southeast Division: 2

2004, 2008

## Estadios
- Edgewater High School Stadium; Orlando, Florida (1999-2002)
- Winter Springs High School Stadium; Winter Springs, Florida (2003)
- Showalter Field; Winter Park, Florida (2004-2006, 2010-2011)
- Central Winds Park; Winter Springs, Florida (2006) 2 juegos
- Kraze and Krush Stadium; Lake Mary, Florida (2007-2009)
- Cahall-Sandspur Field del Rollins College; Winter Park, Florida (2011) 1 juego
- Citrus Bowl; Orlando, Florida (2011) 2 juegos
- The Master's Academy Stadium; Oviedo, Florida (2011) 1 juego
- Seminole Soccer Complex (Sanford); Lake Mary, Florida (2012-2016)

## Entrenadores
- Joe Avallone (1999–2012)
- Paul Shaw (2013-)[4]

## Jugadores

### Jugadores destacados
| - Lyle Adams - Dennis Chin - Dominic Cianciarulo - Gonzalo De Mujica - Jon Gruenewald - Aly Hassan - Adama Mbengue - Ryan McIntosh | - Jonathan Mendoza - Sergei Raad - Keith Savage - Eric Vásquez - Tanner Wolfe - Graham Zusi - Chris Cerroni - Nick Sowers |